# 乙女理論とその周辺 -Ecole de Paris-
『乙女理論とその周辺 -Ecole de Paris-』（おとめりろんとそのしゅうへん エコール・ド・パリ）は、2013年7月26日にアダルトゲームメーカーのNavelより発売されたWindows用18禁恋愛アドベンチャーゲーム。略称は「乙りろ」。『月に寄りそう乙女の作法』の続編である。
2016年5月27日にFDとして『乙女理論とその後の周辺 -Belle Epoque-』が発売され、ブリュエットアナザーとヒロイン３人の後日談が収録される。
　
PlayStation Vita版『乙女理論とその周辺 -Bon Voyage-』がdramatic createより2016年11月24日に発売した。
フルHDに対応したsteam版がHIKARI FIELDより2023年12月15日に発売された。

## 概要
2012年10月26日に発売され、女装・お嬢様学園ものとして人気を博した『月に寄りそう乙女の作法』（以下、『つり乙』）の続編である。2013年3月9日発売の『コンプティーク』2013年4月号で、制作が発表された。HP上のアンケートで続編を望む声が多かったことから、制作が決定されたものの、『つり乙』時点では続編について考慮していなかったため、ストーリーは一から作られている。『つり乙』でメインヒロイン4人と結ばれなかったバッドエンド後のストーリーであり、舞台をパリに移すとともに、アンケートで希望の多かった大蔵りそながメインヒロインとなった。タイトルは前作『つり乙』制作時にタイトル候補として挙がった一つであり、BGMのタイトルに使用されるとともに、パッケージ側面にも記されていた。本作品では、大蔵家の跡継騒動も重要なテーマとなっている。
シナリオは前作『つり乙』と同様、東ノ助、王雀孫、森林彬、真紀士の4人がクレジットされているが、企画・設定・シナリオは全て東ノ助が担当している。
Limited Editionには特典として、『月に寄りそう乙女の作法』ではキャラクターボイスの無かった小倉朝日のフルボイス化と、各ヒロインとのアフターストーリーを追加するアペンドディスクが同梱されている。さらに、NavelのHPからは、アフターストーリーで朝日がフルボイス化される修正パッチが公開されている。アフターストーリー等の初回起動には、『つり乙』のディスクが必要である。アフターストーリーの内容については、『月に寄りそう乙女の作法#アフターストーリー』を参照。
『月に寄りそう乙女の作法』はマルチエンドであり、『乙りろ』やアフターストーリーは「たとえば」の物語であるため、特定のルートを「正史」として示すことはないと、Navelは公表している。
Getchu.comの月間げっちゅ投票「このゲームはプレイしとけ!」では、2013年7月作品の1位を獲得している。同じGetchu.comの美少女ゲーム大賞2013では、総合部門で3位、シナリオ部門で1位、グラフィック部門で5位、ミュージック部門で3位、ムービー部門で10位に選ばれた。そしてキャラクター部門では、サブキャラクターの桜小路ルナが1位に、メインヒロインの大蔵りそなが3位に選ばれた。桜小路ルナは史上初の2年連続首位となった。
スピンオフにもかかわらず売れ行きは本編よりもよかったと話題になり、業界を変えたとまで言われた。

## ストーリー
7月、男であることが八千代にばれた遊星は、桜屋敷を出て彷徨っていたところを兄・衣遠に拾われ、料理係として過ごしていた。1ヶ月後、遊星は衣遠の命により妹・りそなの世話係にもどった。りそなは、服飾関係に携わりたいという遊星の夢を叶えることと、引きこもりという現状を脱却するため、フィリア女学院パリ本校への留学を提案。自らが本校へ留学するとともに、遊星を小倉朝日と再び偽って自らのメイドとして同行させることを決意した。9月、りそなを溺愛する母の力で本校の特別編入クラスに入学したりそなと朝日は、新天地で様々な少女たちとの出会いを通し、互いの願いを叶えるべく支え合っていく。

## 登場人物
『つり乙』から登場する朝日、りそな、衣遠、ジャン、桜屋敷関係者の詳細については、『月に寄りそう乙女の作法#登場人物』を参照のこと。
※声はPC版 / PS Vita版の順。

### 主人公
小倉 朝日（こくら あさひ） / 大蔵 遊星（おおくら ゆうせい）
声：月乃和留都 / 中村繪里子
身長：164cm
主人公。7月に入浴中、居眠りをしてしまったところを八千代に見つかって性別がバレてしまい、無一文で桜屋敷を追い出されて渋谷を彷徨っている所を兄・衣遠に保護され、一ヶ月ほど衣遠専属の調理師をしていた。桜屋敷では激務で精神を病んで逃げ出した事になっている（つり乙バッドエンド）。
本作では衣遠が大蔵家の「晩餐会」に出席する為に共に日本へ戻ってきたところをりそなの提案で衣遠の監視下を逃れ、再び性別と素性を偽り、りそなに仕えるメイドとしてフィリア女学院パリ本校に通う。
大蔵家から見ると、遊星はマンチェスターの別邸から移った後、行方知れずの状態となっている。大蔵家頭首の命により捜索対象となったため、次期当主の座を狙う衣遠と駿我にとって進退をかけるほどの最重要人物となった。
英語、中国語、ロシア語、ドイツ語、フランス語、日本語と複数の言語を習得しているマルチリンガル。人を疑う事をあまりしない、純粋な性格である。
料理の腕は健在で、天ぷらやうどんなど日本食をアパートの住人に振舞って好評を得ている。

### メインヒロイン
大蔵 里想奈（おおくら りそな）
声：咲野かなで / 又吉愛
身長：149cm 3サイズ：85/56/81
遊星の一つ年下の異母妹。兄の夢を叶えることと、引きこもりである現状を脱却するため、フィリア女学院パリ本校に留学する（遊星がフィリア女学院日本校へ通っている間に誕生日である5月15日を迎え、入学基準を満たしたため）。留学先の住居は、親同士が知り合いであるプランケット家の別荘。引きこもりの時と同様、ネット環境がないと落ち着かないらしい。メリルの故郷のようなネット環境がないようなところは行きたくないと公言している。ただ、ネトゲのアカウントは日本を発つ際に断腸の思いで全て削除している。同級生達の事は基本的に「○○の人」と呼んでおり、本名で呼ぶ事は稀。
兄・遊星への愛情は相変わらずであり、口では結婚を迫るほどだが、キスなど実際の行為の段階になると動揺してしまうのが悩み。
衣遠から見下されてはいるが、学業成績などは大蔵家の英才教育の賜物もあって一般家庭から見れば十二分に優秀であり、デザインの方もゴシックロリータを好み、そちら方面の理解がことパリの業界では一般的ではないためにあまり評価されないだけでデザインの才能もルナからも一定の評価を得られるだけの腕はある。大蔵家の財力を駆使して遊星と組んでルナやメリルに真っ向から挑んで勝った事もある。
メリル・リンチ (Meryl Lynch)
声：春野かがり / 後藤麻衣
身長：148cm 3サイズ：80/55/81
りそなのクラスメイト。エッテの付き人。ニューヨーク出身で、父親は日本人、母親はフランス系アメリカ人。年齢は朝日の一つ上。
赤ん坊の頃、ニューヨークからパリに引っ越す途中で両親が亡くなって天涯孤独の身となり、以後はフランスのサヴォワにある修道院で育つ。1か月前まで、村の外へ出たことがなかった。エッテは修道院にいた頃の幼馴染み。エクレアが好物。
修道院では村の人々に衣服を作っており、独学で立体裁断や縫製の高い技術を身につけた。しかし、型紙を使った立体裁断などは全く出来ず、計算も遅々としてしか出来なかったため朝日に教えを請い、基本的な基礎を入学前に習得する事が出来た。本人は、デザインも含めた天才的な服飾技術を自覚していなかったが、エッテはその能力を惜しみ、エッテの付き人という形でパリ本校へ通うこととなった。メイドとしての仕事は何一つできないため、エッテに迷惑をかけていないか心配している。デザインの技術は衣遠やルナからも天才と称されるほどだが、イメージを他者へ伝える技術が不足しており、企業としては役立たないという評価になってしまっている。
りそなからの依頼で服を作った対価として（メリルにとって高価な）報酬を貰った時はその金額に驚き、パニックになってしまった。元々、修道院では無償の奉仕が当たり前だったため、メリル本人もそう思っていた。
修道院で育ったこともあり、純真無垢な性格である。恋愛は男女で行うものという修道院での教えを信じ、エッテからの恋愛感情については拒否している。逆に男女間の恋愛や貞操観念は周囲が積極的であった為か否定しておらず、本人もむしろ積極的。修道院ではみんなのお姉さん的存在。
下宿では部屋が朝日と隣同士であり、学院や私生活で世話になっていることから、朝日に対して好意を抱く。

ブリュエット・ニコレット・プランケット (Bluette Nicolette Planquette)
声：戸世高梨衣奈 / 清水愛
身長：160cm 3サイズ：88/55/82
りそなのクラスメイト。フランス・マルセイユ出身。愛称はエッテ。フランスでも有数の旧貴族、プランケット元侯爵家の長女。
貴族らしからぬフランクな性格で、明るく親しみやすい。フランスの上流階級にも友人が多い。正義感が強く、クラスでは副委員長を務め、信頼も厚い。
プランケットの家訓により、家が所有する村にある修道院で幼少時を過ごす。そこでメリルと知り合い、現在でも友人関係を続けている。初恋の相手はメリルであり、家に戻る5歳の時には真似事で結婚式を挙げたほど。今でもその想いは変わらないが、メリルからは相手にされず、報われないままである。またメリルへの傾倒ぶりに、両親は眉をひそめている。メリルと早々に離れることができるようにと、入学から1年以内に何かしらの功績を残さないと学院を辞める条件を突き付けられている。
メリルのためにフィリア女学院へ入学するが、服飾関係の経験は無い。ただし、授業に追いつくための勉強は真面目に行っており、普通の勉強や運動については優秀である。
夢はメリルの服を着るモデルとなることであり、そのために女優となるべく事務所にも入っているが、そちらの才能は皆無に等しい。
『つり乙』のヒロインの一人であるユルシュールとも友人で、プランケット家の名前とエッテの愛称だけは『つり乙』本編でも出ている。
なお、PlayStation Vita版『乙女理論とその周辺 -Bon Voyage-』のブリュエットシナリオは『乙女理論とその後の周辺 -Belle Epoque-』のブリュエットアナザーのみが収録されている。

### サブキャラクター
ディートリンデ・ツヴァイゲルト (Dietlinde Zweigelt)
声：木立さやか / 磯村知美
身長：150cm 3サイズ：78/52/78
りそなのクラスメイト。ドイツ出身の留学生。愛称はリンデ。
両親は現役の大政治家で、欧州各国の政財界に顔が利き、歴史こそ浅いものの名門として扱われている。忙しい両親に代わり、ドイツ海軍上がりの祖父に育てられたため、将来の夢は軍人となることである。それを心配した両親が女姓らしい技術を身につけさせようと、母親がファンであるスタンレーの学院へ留学させた。祖父と同様、世界大戦の勝者の国の人が大嫌いである。服飾関係の経験は皆無だが、自尊心が高く負けず嫌いであるため、隠れて日々勉強している。後にりそなの影響で自分の趣味と合わせてミリロリのデザインを描き始める。
大戦では同盟国だった日本には好意的な感情を持っており、りそなには入学当初から親しく接してくる。ただし、日本観は旧態のものである。朝日のことはナデシコと呼んでいる。彼女の祖父はりそなの祖父の日懃と大戦当時の盟友である。
サブキャラクターではあるが、メインヒロインと結ばれなかった時の個別エンドが存在する。
ヴァレリア・テレンチェヴナ・ブッテルスカヤ (Валерия Терентевна Бутырская)
声：萌木こころ / 門田幸子
身長：167cm 3サイズ：88/56/92
リンデの付き人。ロシア人。愛称はヴァリー。年齢は朝日の二つ上。
シベリアの田舎で貧しい生活を送っていたが、ロシア人を好きに扱いたいというリンデに雇われる。実家はヴァリーの給料で暮らしが安定したことから、リンデに粗末に扱われても喜んで仕えている。普段は鎖の付いた首輪をしており、事ある毎にリンデに引っ張られ、その度に頬を赤く染めている。
フランス語を完全に習得しておらず、発言は単語単位で区切り、聞き取りも今一つ。単語を正確に理解していない部分があり、相手を貶すような単語が時折出てしまう。朝日がロシア語を話せる事を知り、二人きりの時はロシア語で会話している。
リンデの留学に合わせ、1年間服飾の勉強を行い、それなりの技術を身につけている。

リリアーヌ・セリア・ラグランジェ (Liliane Celia Lagrange)
声：たなかりお / 高口幸子
身長：162cm 3サイズ：85/56/83
りそなのクラスメイト。フランス旧名門貴族であるラグランジェ元伯爵家の娘。愛称はリリア。
ユルシュールが落ちた複数のコンテストで入賞するなど、デザインの才能は優秀。特別クラスにもかかわらず一般試験を受けて首席となっている。その実力から、クラスでは委員長を務め、クラスメイトや教師からも厚く信頼されている。
常にやわらかく慈愛に満ちた笑みを浮かべている。真心をこめることに努めており、会話にも「真心をこめて」という言葉が頻繁に出てくる。常日頃から他人へ親切にしており、クラスに溶け込めなかったりそなへ自ら声を掛けている。
父親が養護施設や高齢者福祉にかかわる協会の会長を務めており、小さいころから慈善事業に熱心である。

華花（か か）
声：大花どん / 浅井清己
身長：170cm 3サイズ：87/58/84
リリアに仕えるメイド。中国人。年齢は朝日の二つ上。
実家は入院中の母親と世話をする姉だけであり、華花の仕送りで生活を支えている。
普段の言動はふざけており、毒舌や下ネタも多いが、主人であるリリアから注意されることは少ない。ただしその下ネタの知識に誤りが多く、指摘されると「処女じゃないですよ」と叫びまくるが、実際は処女。
パタンナーとして優秀であり、提出ギリギリまで細部にこだわるなど、努力型の実力者。過去にリリアがコンクールへ応募した衣装は、すべて型紙を引いている。リリアがこれまで賞を受賞してこれたのはほぼ彼女の手腕による所が大きく、実際の所リリアのデザイン自体はメリル等、本当の天才には遠く及ばない。

ジャン・ピエール・スタンレー (Jean-pierre Stanley)
声：嶋崎比呂 / 成瀬誠
身長：178cm
世界的に有名な若手デザイナー。フィリア女学院の創立者。遊星の憧れのデザイナーかつ友人であり、衣遠の親友。実はさる王家の出身なのだが、その権利を放棄してデザイナーの道に進んだ。
遊星が日本校にいた事は入学式時点で気付いており、「面白いから」という理由で衣遠にも黙っていた。再び朝日としてフィリア女学院パリ本校へ入学したことを知ると、激励すべく声を掛ける。朝日（遊星）が目に見える成果を示した時は、学院長公認で男として通う事を許可する約束を交わす。また、ケスを朝日（遊星）の担任に付けたのも彼の計らいである。
セシル・アグリコル
声：不明
朝日とメリルが下宿する「メゾン・ド・パピヨン」の大家。「そうね」と言うのが口癖。
かつてはスタンレーのもとで縫製のチーフを務めており、開業当初の会社を支えて「始まりの二年」を駆け抜けた『伝説の7人』の一人である。その腕前は『神の一針』という二つ名で呼ばれ、衣遠をして「化物」と言わしめるほど。同じころに衣遠の縫製の依頼も受けていたが、彼の横柄な性格は嫌っている。
引退した現在は、家庭などの事情がある服飾関係の子ばかりを下宿に受けいれており、現役時代に使っていた地下のアトリエを下宿人に開放している。豪快な人物で食いしん坊だが、朝日たちを温かく見守っている。
引退した為に弟子は取っていないが弟子には衣遠曰く「俺（衣遠）が天使に見えるほど厳しい」「不備があれば弟子の前で塗った衣装を引きちぎる」とのこと。腕は確かながらこうした性格故にどこからも敬遠され、スタンレーに拾われたという経緯がある。
顔の絵はあるが、立ち絵はない。
ケス・ガブリエル・ニコル
声：松本太
フィリア女学院パリ校の教師で、朝日たちの担任。
かつてはスタンレーのもとでパタンナーを務めており、開業当初の会社を支えて「始まりの二年」を駆け抜けた『伝説の7人』の一人である。開業当初から型紙を引き、ミリ単位のズレすら許さない性格から「型紙大尉」と呼ばれるようになった。有名になった後、スタンレーの下を離れ、自分の持つ型紙の技術を教える事に決めた経緯を持つ。
堅物で厳しく、融通の利かない性格。ただし、特異な才能やセンスの持ち主（メリルなど）に対しては成績上良い評価をつけられないとしながらも、褒めるべき所は褒める人物でもある。朝日のパタンナーとしての才能は非常に高く評価しており、デザイナーよりもパタンナーに専念した方が良いとアドバイスしている。休学する際も実に惜しいと自ら訪ねてくるほど。普段は冷静だが、スタンレーの破天荒な言動や行動に対しては声を荒らげて怒りの感情を露にする。スタンレーの下で型紙を引いているのは彼の教え子で実力もかなりある。
授業では基礎的な事は習得済みとして淡々としており、進行速度も速い。間違いなどがあればそこで一時的に手は止まるが、それ以外では授業が終わるまでは手と口は止まる事がない。文句を言う生徒には「メイドに聞けばいい」、「電卓を用意すればいい」など指摘しながらも授業を進める。
顔の絵はあるが、立ち絵はない。
カリン・ボニリン・クロンメリン
声：湯浅かえで（PS Vita版）
PS Vita版より登場　ベルギー出身の駿我の部下の女性。駿我に投降した遊星の監視に付く。駿我の信頼も厚く、駿我曰く汚れ役。アンソニーが裏切った際に備えてアンソニーの部下を懐柔しておく等手際もよい。「難儀ですね」が口癖で、「難儀なんです」と返されるのがお約束。声が小さいので、ほかのキャラのセリフのルビのような形になって消されてしまうこともある。

### 大蔵家
大蔵 衣遠（おおくら いおん）
声：鳩万軍曹 / 川原慶久
身長：180cm
大蔵家の一族で、長男・真星の嫡男。遊星の兄（異母兄弟）。大蔵グループ欧州支部を管轄する才能主義者。
大蔵家当主の座に就くことに執念を燃やし、そのためには手段を選ばない。遊星、りそなですら、自らの野望を達成するための道具として扱っている。
遊星がフィリア学院日本校に通っていた事は6月頃の時点で把握しており、動向は全て監視していた。パリ校への進学もりそなが衣遠に提案した事で、全て衣遠が監視していた。
母・金子が真星と結婚する前に交際していた男性の子であり、大蔵の家の血は一切引いていない（その為、遊星とは一切血の繋がりが無く、りそなとは異父兄妹となる）。その為、当主になり、見返そうとしている。
その件が日懃には既にバレていると真星を通じて遊星から聞かされると遊星と和解し、更に一計を講じてりそなを一旦当主に据え、日懃の死後に委譲させる計画を立てる（真星と遊星の計画では遊星が当主になる計画だったが、遊星には後ろ盾が一切ない事からりそなを立てることにした。また、この計画は衣遠が遊星とりそなを心から信用しなければ成り立たない計画である）。
大蔵 駿我（おおくら するが）
声：北野大地 / 松原大典
身長：178cm
大蔵家の一族で、次男・富士夫の長男。大蔵グループ米国支部を管轄する管理主義者。大蔵家次期当主の座を、衣遠と争っている。年齢は衣遠より上。攻撃的な衣遠と異なり、狡猾な策謀家。りそな曰く、衣遠が蛇なら駿我は毒蜘蛛と例えている（自分の張った巣に相手が掛かるのを待ち、掛かると糸で絡め取り毒でじわじわと弱らせ、最後は喰らうかららしい）。PS Vita版の『つり乙』バッドエンドルートで衣遠と会話していた男は彼である。
朝日とはパリで偶然出会い、素性を知らないまま知り合いとなる。その後も好意的に話しかけ、時には助けもする。大蔵家の当主の座に就く為ならばどんな卑劣な事もするが、当主争いの件が無ければ家族は大切にしたいと考えており、根っからの悪人と言うわけでもない。ただし、当主争いにしか目がない一族には辟易しており、特に衣遠とは当主争い以前に根本的な部分で反りが合わず、当主争い解決後も犬猿の仲である。
会った直後は気づいてなかったが、途中からは朝日＝遊星という事に気づいて監視していた。遊星本人の事は「マンチェスターの屋根裏王子」という程度の知識しかなく、顔も知らなかった。しかし、遊星の人柄に触れるうちに自分の味方にさえなれば家族として受け入れてもいいというぐらいには気に入っている。
大蔵 アンソニー（おおくら アンソニー）
声：真中高目 / 私市淳
身長：184cm
大蔵家の一族で、駿我の異母弟。母親はアメリカ人。大蔵グループアジア地区を管轄する運命主義者。愛称は「トニー」。「晩餐会」の数合わせの為に富士夫が後妻に産ませた子だが、遊星と違って前妻が既に亡くなっていた為、問題とはされなかった。大蔵家次期当主候補の一人であるが大雑把で、経営の能力には欠けているりそな曰く、ただのアホ。自らも才能がないことを自覚しており、尊敬する兄の駿我が当主になることができるよう手伝っている。駿我他大蔵家の他の人間が優秀すぎるだけで本人も決して無能と言うわけでもない。その点で遊星とは似ている部分があり、ルートによっては遊星と意気投合する。経営面での信用はなく、業績も赤字続きではあるが刑務所帰りの人間を雇ったり、一度裏切られた部下でも受け入れる器の大きさを持っており、人間性における信頼は高い。
軽い性格で、十代から六十代まで身分国籍職業を問わず抱いてきた女好き。きれいな女姓を見るとすぐに声を掛ける。朝日のようなタイプが好み。

大蔵 日懃（おおくら にちぎん）
声：不明
大蔵家頭首。90歳を超え、経営は孫たちに任せているが、現在でも実権を握っている。通称「総裁殿」。次期当主については、彼の一言で決定する。
遊星を大蔵家の庶子として認知することに、金子とともに強硬に反対していた。しかし、突如として遊星に会うと言い出し衣遠に連れてくるように命じる。
戦争で3人の息子を亡くしたこともあり、家族の繋がりについて異常なこだわりを見せ、年始を除いて年に一、二度、一族を集めて会話する「晩餐会」を大蔵本家で開催する。仕切人は本人が指名し、拒否すれば当主争いから大きく後退することを意味する。欠席も機嫌を損ねて家族を含めた印象低下となるため、一族の誰もが当日は参加している。孫（特にりそな）にはだだ甘の祖父と化し、甘えれば残りの人生をリゾート地で暮らせる事もしてくれると言う。
顔の絵はあるが、立ち絵はない。

大蔵 真星（おおくら しんせい）
声：不明
日懃の長男。ただし、上3人を空襲で亡くしているため、実際は四男となる。
大蔵家直系であり、元々は次期当主候補の一人であったが、弟・山弌（やまいち）を見捨てたあげく死なせてしまった責任により候補から外され、さらに妻・金子からも見放され、衣遠によりマンチェスターの屋敷に軟禁される。そこでメイド応募の案内を見て来た英国人女性を手元に引き取って愛人とし、息子・遊星を産ませる。
経営への実権は一切無いが、現在も「晩餐会」には参加している。本人もその資格は一切ないと半ば諦観し、その地位を受け入れている。しかし、放逐せざるを得なかった遊星も含めて自分の子ども達、ひいては大蔵家の行く末を誰よりも憂いており、三人全員が手を取り合う事を望んでいる。
顔の絵はあるが、立ち絵はない。
大蔵 金子（おおくら かなこ）
声：不明
真星の妻。衣遠、りそなの母親。実家の政略のもと、真星と結婚した。
我が儘かつ傲慢で、自らの意志が通らないとヒステリックにがなり立てる。大蔵家当主の座に固執し、自らが自在に操るため、衣遠が大蔵家当主の座に就くことを熱望している。愛人の子である遊星のことは目の敵にし、大蔵家には存在しないものとして扱っている。ただし、りそなに対しては己の野心抜きに溺愛し、本人が迷惑に感じるほどの愛情を押しつけている。それ故に遊星がりそなの才能を引き出した事を知ると手のひらを返したように遊星も自分の子のように扱うようになる。
顔の絵はあるが、立ち絵はない。
大蔵 富士夫（おおくら ふじお）
声：不明
日懃の二男（実際は五男）。駿我、アンソニーの父。元々は次期当主候補の一人であったが、弟・山弌を見捨てたあげく死なせてしまった責任により候補から外された。現在も「晩餐会」には参加している。大蔵家の中では誰よりも自分の地位に貪欲である。
顔の絵はあるが、立ち絵はない。

### 桜屋敷
桜小路 ルナ（さくらこうじ ルナ）
声 - 卯衣 / 大橋歩夕
身長：145cm 3サイズ：72/49/74
名門・桜小路家の末女で桜屋敷の持ち主。フィリア女学院日本校在籍。かつて朝日がメイドとして仕えていた主人。
朝日が桜屋敷を逃げた理由を知らず、自分が無理を押しつけすぎたのではないかと後悔している。りそなからの連絡で朝日が無事であることを知り、再び目の前に現れることを待っている。

柳ヶ瀬 湊（やながせ みなと）
声 - 森谷実園 / 吉田真弓
身長：154cm 3サイズ：87/57/84
運送会社の娘。フィリア女学院日本校在籍で、桜屋敷の住人の一人。遊星の幼馴染みで、桜屋敷では朝日が遊星であることを知っていたただ一人の人物。
遊星に恋していたこともあり、りそなから無事の連絡があった後も、遊星のことを非常に心配している。しかし、事情が事情なこともあるが、行動力がありすぎて何をしでかすかわからないという理由で遊星の居場所は知らされていない。
ユルシュール・フルール・ジャンメール (Ursule=Fleur=Jeanmaire)
声 - 五行なずな / 小野涼子
身長：157cm 3サイズ：88/55/80
スイス・ジュネーブ出身で元貴族の産まれ。フィリア女学院日本校在籍で、桜屋敷の住人の一人。愛称はユーシェ。
留学前はヨーロッパの上流社会にいたことから、エッテやリリアとも友人関係を築いている。ヨーロッパでは有名人。
フランス語では「ですわ」口調では無く、普通の言葉である。

花之宮 瑞穂（はなのみや みずほ）
声 - 星咲イリア / 咲乃藍里
身長：160cm 3サイズ：90/58/89
旧華族・花之宮家の分家の娘。フィリア女学院日本校在籍で、桜屋敷の住人の一人。
東京へ来て初めての友人である朝日が失踪したことに心を痛め、花之宮家を使って朝日の行方を捜していた。

山吹 八千代（やまぶき やちよ）
声：松田理沙 / 力丸乃りこ
身長：165cm 3サイズ：86/57/88
桜屋敷のメイド長兼フィリア女学院臨時講師。年齢は20歳代。学生時代はスタンレーや衣遠と同級生だった。
朝日が男であることを知り、桜屋敷から追放したものの、その事実を衣遠以外には告げることができず苦悩する。
名波 七愛（ななみ なない）
声：丹下葉子 / 志村由美
身長：152cm 3サイズ：92/59/90
柳ヶ瀬湊のメイド。湊の初恋の相手である遊星に明確な殺意を抱いている。
サーシャ＝ビュケ＝ジャヌカン (Sacha=Bucquet=Janequin)
声：月代綾人 / 三宅淳一
身長：178cm
ユルシュールのメイド。フランス人。元々は男性だが、普段は女装しており、戸籍上も女性として認められている。朝日が女装していることには早々に気付いていたものの、あえて黙っていた。
杉村 北斗（すぎむら ほくと）
声：民安ともえ / たみやすともえ
身長：172cm 3サイズ：82/58/82
瑞穂のメイド。執事服を着ているが、女性。
瑞穂の命を受け、朝日の捜索を指揮していた。

樅山 紅葉（もみやま もみじ）
声：三代眞子 / 米澤円
身長：145cm 3サイズ：83/55/84
朝日の失踪後、ルナが雇ったメイド。愛称もみもみ。ルナの服飾関係の付き人として、朝日の代わりにフィリア女学院へ通っている。
八十島 壱与（やそしま いよ）
声：ビッグバン平太 / 稲田徹
身長：192cm 3サイズ：118/92/110
朝日の失踪後、ルナが雇ったメイド。愛称いよいよ。ボディビルダーとまがうほどの体格だが、れっきとした女姓。朝日の代わりに桜屋敷の家事を担当している。朝日と出会った当初はボディーガードと勘違いされた。
『世界征服彼女』に登場する八十島虎鮫との関連は不明。

## スタッフ
- 制作：Navel
- 原画：
  - 鈴平ひろ（朝日、りそな、衣遠、リリア、華花、ルナ、ユーシェ）
  - 西又葵（メリル、エッテ、湊、瑞穂、北斗、サーシャ）
- サブ原画：羽純りお（リンデ、ヴァリー、八千代、七愛）
- 脚本：東ノ助、王雀孫、森林彬 、真紀士
- 音楽：Arte Refact
- CG彩色監修：斉藤陽子
- CG：斉藤陽子、たけぽん、真希、ゆう、依織、まぐぅ
- 背景美術：コタロー、灯色
- システムグラフィック：まぐぅ
- インターフェースプログラム・タイトルアニメーション：Ko-Ta

## 主題歌
オープニングテーマ「Fragile」
作詞：西又葵 / 作曲：アッチョリケ / 編曲：yukie yamaguchi / 歌：美郷あき
挿入歌「Sweet Hearts Cherry」
作詞：西又葵 / 作曲：アッチョリケ / 編曲：関野元規 / 歌：橋本みゆき
エンディングテーマ「恋吹雪.花吹雪」　
作詞：西又葵 / 作曲：アッチョリケ / 編曲：谷島俊歌 / 歌：佐咲紗花
乙女理論とその後の周辺-Belle Epoque-
オープニングテーマ「Rainbow Blossom」
作詞：西又葵 / 作曲：アッチョリケ / 編曲：鈴木マサキ / 歌：美郷あき
挿入歌「Dream Brige」
作詞：西又葵 / 作曲：アッチョリケ / 編曲：中土智博 / 歌：橋本みゆき
エンディングテーマ「恋吹雪.花吹雪」　
作詞：西又葵 / 作曲：アッチョリケ / 編曲：谷島俊歌 / 歌：佐咲紗花

## 関連商品
『乙女理論とその周辺-Ecole de Paris- COMPLETE SOUNDTRACK』
Navelより2013年9月発売。主題歌3曲のフルバージョン、劇中BGMなどを収録。ジャケットはりそな。東ノ助による楽曲解説も収録。Navelから通信販売で購入可能。
『乙女理論とその周辺-Ecole de Paris- オフィシャル・ビジュアルファンブック』
Navelより2013年12月発売。キャラクター及びイベント紹介、販促イラスト、スタッフインタビューなどを収録。表紙はりそなとメリル。Navelから通信販売で購入可能。